# Кондратюк Даниїл Федорович
Даниїл Федорович Кондратюк (нар. 11 грудня 1896, с. Ватин, Волинська губернія — пом. 30 жовтня 1956, Москва) — радянський військовий льотчик, генерал-лейтенант авіації (1943).

## Життєпис
Даниїл Кондратюк народився в українській родині. З серпня 1915 року служив прапорщиком у російської армії .
З листопада 1917 року був призваний до Червоної гвардії. Після повторної окупації у 1918 році знову опинився в лавах Червоної армії . У роки Громадянської війни воював на Південному і Кавказькому фронтах.
У 1923 році Даниїл Кондратюк закінчив Вищу кавалерійську школу у Петрограді, а в 1925 році — військову школу льотчиків-спостерігачів (Петроград). Служив льотчиком-спостерігачем, старшим льотчиком-спостерігачем, інструктором школи льотчиків і льотчиків-спостерігачів (Оренбург). У 1931 році закінчив курси удосконалення начальницького складу при Військово-повітряної академії ім. професора М. Є. Жуковського, а в 1936 році — Вищу льотно-тактичну школу ВПС (Липецьк).
Даниїл Кондратюк служив командиром загону, начальником відділу школи, командиром авіаційної ескадрильї, авіаційної бригади. З лютого 1940 року — заступник командувача ВПС 1-ї армійської групи, з серпня 1940 року — командир 37-ї авіаційної дивізії Забайкальського військового округу. Постановою РНК СРСР № 945 від 04.06.1940 Даниїлу Кондратюку було присвоєно звання «генерал-майор авіації».
У квітні 1941 року було знято з посади наказом наркома оборони СРСР.
З початком німецько-радянської війни у липні 1941 року обійняв посаду начальника Тамбовської військової авіаційної школи пілотів.
У вересні 1941 року призначений заступником командувача ВПС Північно-Західного фронту, потім — командувачем 2-ї ударної авіаційної групи.
З квітня 1942 року Даниїл Кондратюк став командувачем ВПС Західного фронту, а з червня — командувачем 6-ї повітряної армії. За його ініціативи були розроблені і використані в бойових діях авіаз'єднань і авіачастин 6-ї повітряної армії важливі нововведення — «Організація управління авіації над полем бою», «Методи боротьби з транспортною авіацією противника» . 5 січня 1943 року було присвоєно звання «генерал-лейтенант».
У січні 1943 року Даниїл Кондратюк обійняв посаду начальника Головного управління бойової підготовки фронтової авіації — заступника командувача ВПС Червоної Армії. З лютого 1944 року — командувач ВПС Південно-Уральського військового округу, потім Кубанського, Приволзького військових округів (по 1949 рік).
З квітня 1949 року — командувач 29-ї повітряної армії, з лютого 1951 року — командувач 48-ї повітряної армії.
Вийшов у відставку в липні 1953 році.
Помер Даниїл Кондратюк на 60-у році життя 30 жовтня 1956 року.

## Нагороди
- орден Леніна
- три ордени Червоного Прапора
- орден Суворова 2-го ступеня
- медалі.